# Liste der Preisträger des Bialik-Preises
Die folgenden Personen waren Preisträger des Bialik-Preises für schöne Literatur und Wissenschaft des Judentums. Dieser wird seit 1933 jährlich von der Stadt Tel Aviv-Jaffa in den Bereichen Belletristik und Wissenschaft des Judentums vergeben im Gedenken und zur Ehrung des hebräischen Dichters Chaim Nachman Bialik.

## Abteilung für Belletristik
- 1933 Matityahu Shoham (Tyrus und Jerusalem); Devorah Baron (Erzählungen)
- 1934 Scha"i Agnon (Im Herzen der Meere)
- 1935 Avraham Freimann (1919)
- 1936 David Shimoni (Denkmal)
- 1937 Jakob Steinberg (Gesammelte Schriften)
- 1938 Jakob Kahan (Bei den Pyramiden)
- 1939 Jehuda Burla (Akavjas Abenteuer); Asher Barash (Verbotene Liebe)
- 1940 Saul Tschernichowski (Schau, Erde!)
- 1941 Shin Shalom (Von Angesicht zu Angesicht)
- 1942 Chajim Hasas (Zerbrochene Mühlsteine); Saul Tschernichowski (Ehrenpreis für die Übersetzung der Odyssee)
- 1943 Aharon Avraham Kabak (Im leeren Raum)
- 1944 Jehuda Karni (Jerusalem-Gedichte)
- 1945 Jakob Fichmann (Feldrand)
- 1946 Gerschon Schoffmann (Gesammelte Schriften Band 1)
- 1947 Uri Zvi Greenberg (Die Seele in den Augen des Fleisches)
- 1948 Max Brod (Galilei in Gefangenschaft)
- 1949 David Shimoni (Gedichte)
- 1950 Scha"i Agnon (Gast für eine Nacht)
- 1951 Salman Schneur (Gedichte)
- 1952 Isaak Dov Berkowitz (Erzählungen und Dramen)
- 1953 Jakob Fichmann (Essays und Monographien)
- 1954 Jehuda Burla (Erzählungen); Uri Zvi Greenberg (Die Straßen des Flusses)
- 1955 Mosche Schamir (Ein König aus Fleisch und Blut)
- 1956 Zvi Wislawski (Essays)
- 1957 Nathan Alterman (Stadt der Taube)
- 1958 Elieser Steinmann (Gesammelte Schriften)
- 1959 Avraham Shlonsky (Gedichte)
- 1960 Schlomo Zemach (Essays)
- 1961 Mordechai ben Jechesqel
- 1962 Baruch Kurzweil
- 1964 Yocheved Bat-Miriam
- 1965 Isaak Dov Berkowitz
- 1966 Salman Schasar; Jisrael Ephrat
- 1967 Schimon Halkin
- 1968 Esra Sußmann
- 1969 Aharon Reuveni
- 1970 Chajim Hasas
- 1971 Amir Gilboa
- 1972 Abraham Regelson
- 1973 Aharon Megged; Avraham Kariv
- 1974 Jisrael Kahan
- 1975 Haim Gouri
- 1976 Jehuda Amichai; Jeschurun Keschet
- 1977 Uri Zvi Greenberg
- 1978 Abba Kovner
- 1979 Aharon Appelfeld; Avot Jeschurun
- 1980 Dov Sadan
- 1981 Serubbabel Gilad; Jehoschua Tan-Pai
- 1982 Nathan Zach
- 1983 Nissim Aloni; Oser Rabin
- 1984 Yehoshua Bar-Yosef; David Shahar
- 1985 Chanoch Bartow; Schlomo Tanni
- 1986 Jitzchaq Auerbach-Orpas; Amos Oz
- 1987 Mosche Dor; Dalia Rabikovich
- 1988 Nathan Shaham
- 1989 Avner Trainin; Abraham B. Jehoshua
- 1990 T. Carmi; Pinchas Sadeh; Nathan Jonathan
- 1991 S. Yizhar (Lebenswerk; Die Tage von Ziklag)
- 1992 Gabriel Preil (Lebenswerk im Bereich Poesie)
- 1993 David Avidan (für seine bahnbrechende Poesie); Amalia Kahana-Carmon (Gesamtwerk im Bereich Erzählung, Novelle, Roman)
- 1994 Meir Wieseltier (für seine bahnbrechende Poesie); Hanoch Levin (für sein bahnbrechendes dramaturgisches Schaffen)
- 1996 Jaakov Orland (Lebenswerk im Bereich hebräische Poesie); Jehudith Hendel (Ein harmloses Frühstück)
- 1997 Jehoschua Kenaz (Gesamtwerk im Bereich Erzählung, Novelle, Roman)
- 1998 Nurit Govrin (Gesamtwerk und literaturwissenschaftliche Forschungen); Arje Siwan (Gesammelte hebräische Poesie); Ephraim Kishon (Gesamtwerk im Bereich Humor und Satire)
- 1999 Aharon Almog (Dichtungen); Nurit Zarchi (Gesamtwerk im Bereich der Kinderliteratur); Yoram Kaniuk (Gesamtwerk im Bereich der Unterhaltungsliteratur)
- 2002 Chaim Be’er (Gesamtwerk im Bereich der Unterhaltungsliteratur); Maja Bejerano (Gesamtwerk); Yoel Hoffmann (Gesamtwerk im Bereich der Unterhaltungsliteratur); Mirjam Roth (Lebenswerk; Gesamtwerk im Bereich der Kinderliteratur)
- 2004 David Grossman (Gesamtwerk); Ephraim Sidon (Der Tanach in Reimen [Kinderliteratur]); Chaja Schenhav (Gesamtwerk im Bereich der Kinderliteratur)
- 2006 Uri Orlev; Ruth Almog; Rachel Chalfi
- 2008 Jeschajahu Koren; Jisrael Eliras; Oded Burla
- 2010 Lea Aini; Shlomit Cohen-Assif; Mordechai Geldman
- 2012 Dan Benaya Seri; Datia Ben Dor; Sharon Hass
- 2014 Erez Biton; Hedva Harechavi; Tami Shem-Tov
- 2018 Sami Berdugo; Shoham Smit; Aharon Shabtai

## Abteilung für Wissenschaft des Judentums
- 1933 Yehezkel Kaufmann (für Gola we-Nechar)
- 1934 Chaim Jehoschua Kossovski (für die Konkordanz zur Tosefta)
- 1935 Benyamin Menasseh Levin
- 1936 Raphael Patai; Moshe Zvi Segal
- 1937 Avraham Kahana (für die Herausgabe der Apokryphen)
- 1938 Baruch Chizik
- 1939 Zvi Rudy; Melech Zagrodski
- 1940 Naftali Herz Tur-Sinai (für die Edition der Lachisch-Ostraka)
- 1941 Joseph Klausner
- 1942 Nahum Slouschz
- 1943 Avraham Polak
- 1944 Yeruḥam Fishel Lachower
- 1945 Yitzhak Baer
- 1946 Yehudah Gur (Grazowsky)
- 1947 Shmuel Abba Hordotzki
- 1948 Jacob Nachum Epstein
- 1949 Joseph Klausner (für „Die Geschichte des Zweiten Tempels“)
- 1950 Moshe Zvi Segal
- 1951 David Ben Gurion
- 1952 Chaim Yehoshua Kosovski
- 1953 Yitzhak Ben-Zvi
- 1954 Nahman Avigad
- 1955 Michael Avi-Yonah; Shmuel Yeivin
- 1956 Yehezkel Kaufmann
- 1957 Saul Lieberman
- 1958 Moshe Zilberg
- 1959 Moshe Meizlish
- 1960 Yosef Braslavy
- 1961 Martin Buber
- 1962 Yosef Qafih
- 1963 Yehoshua Gutman
- 1964 Avraham Ya’ari
- 1965 Yehuda Ratzaby
- 1966 Shraga Abramson
- 1967 Abba Bendavid
- 1968 Gezel Kressel
- 1969 Chanoch Albeck (für die „Einleitung in die Talmudim“)
- 1970 Nechemia Aloni
- 1971 David Ben Gurion (für „Der erneuerte Staat Israel“ und „Erinnerung und Vermächtnis“)
- 1972 Yeshayahu Tishbi
- 1973 Yosef Qafih
- 1974 Yehuda Komlosh
- 1976 Benyamin Kosovski
- 1977 Gershom Scholem (für sein Lebenswerk)
- 1978 Yehoshua Ben-Arieh; Aaron Mirski
- 1979 Yitzhak Rafael; Yehuda Ratzaby
- 1980 Dan Miron
- 1981 Avraham Even-Shoshan; Zev Vilnay
- 1982 Israel Levin
- 1983 Ephraim Elimelech Urbach; Nechama Leibowitz
- 1984 Mordechai Breuer
- 1985 Hillel Barzel; David Weiss Halivni; Shlomo Pines
- 1986 Ezra Fleischer
- 1987 Gershon Shaked (für "Geschichte der modernen hebräischen Literatur 1880-1980")
- 1988 Israel Eldad; Zvi Meir Rabinovitz
- 1989 Shmuel Abramski; Shlomo Morag
- 1990 Menachem Dorman; Aryeh Kasher
- 1991 Mordechai Altschuler; Nathan Rotenstreich
- 1993 Yonah Frenkel; Moshe Idel
- 1994 Benjamin Pinkus
- 1996 Avraham Grossman; Yehuda Liebes
- 1998 Aharon Dotan; Eliezer Goldman; Menahem Haran
- 2002 Dov Noy; Israel M. Ta-Shma; Israel Jacob Yuval
- 2004 Moshe Kosovski; Mendel Pikaz; Uriel Simon
- 2006 Yosef Gorny; Chava Turniansky
- 2008 Ezra Mendelsohn; David Vital
- 2010 Devorah Dimant; Immanuel Etkes
- 2012 Joseph Yahalom; Hananel Mack
- 2014 Uzi Shavit; Aaron Demsky
- 2018 Haggai Ben-Shammai; Nili Shupak